# Läänemaa
Läänemaa (Estisch: Lääne maakond) is een van de vijftien provincies van Estland en ligt in het westen van het land. Het grenst aan de Oostzee in het noorden, Harjumaa in het noordoosten, Raplamaa in het oosten, Pärnumaa in het zuiden, en de provinciale eilanden Saaremaa en Hiiumaa in het westen. De hoofdstad is Haapsalu. Het aantal inwoners bedraagt 20.625 (2024).

## Gemeenten
Bij de gemeentelijke herindeling van 2017 is Läänemaa aanzienlijk kleiner geworden: van 2383 naar 1816 km². Bij de herindeling gingen de gemeenten Lihula en Hanila naar de provincie Pärnumaa. Ze gingen op in de fusiegemeente Lääneranna.
Läänemaa telt sinds oktober 2017 nog maar drie gemeenten: de stadsgemeente Haapsalu en de landgemeenten Lääne-Nigula en Vormsi. Het eiland Vormsi was al in 2013 een zelfstandige gemeente. Lääne-Nigula ontstond in oktober 2013, toen de gemeenten Oru, Risti en Taebla werden samengevoegd. In 2017 kwamen daar nog de gemeenten Kullamaa, Martna, Noarootsi en Nõva bij. In 2017 werd ook de landgemeente Ridala bij de stadsgemeente Haapsalu gevoegd.

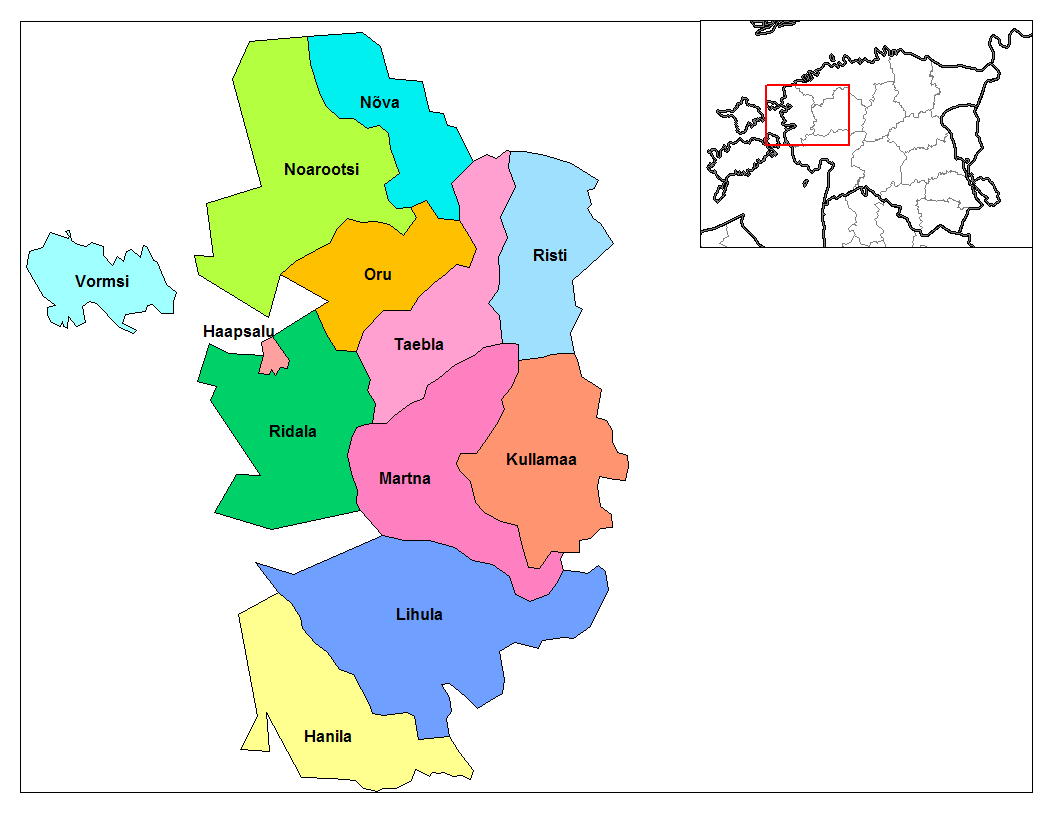
De gemeenten van Läänemaa vóór de gemeentelijke herindeling van 2013. In 2013 verdwenen de gemeenten Oru, Risti en Taebla

## Geschiedenis
Na de Duitse overwinning in 1227 werd de provincie het centrum van het prinsbisdom Ösel-Wiek (Estisch: Saare-Lääne), een onafhankelijke staat binnen de Lijflandse Confederatie. Delen van het bisschoppelijk paleis zijn nog steeds te zien in Haapsalu.

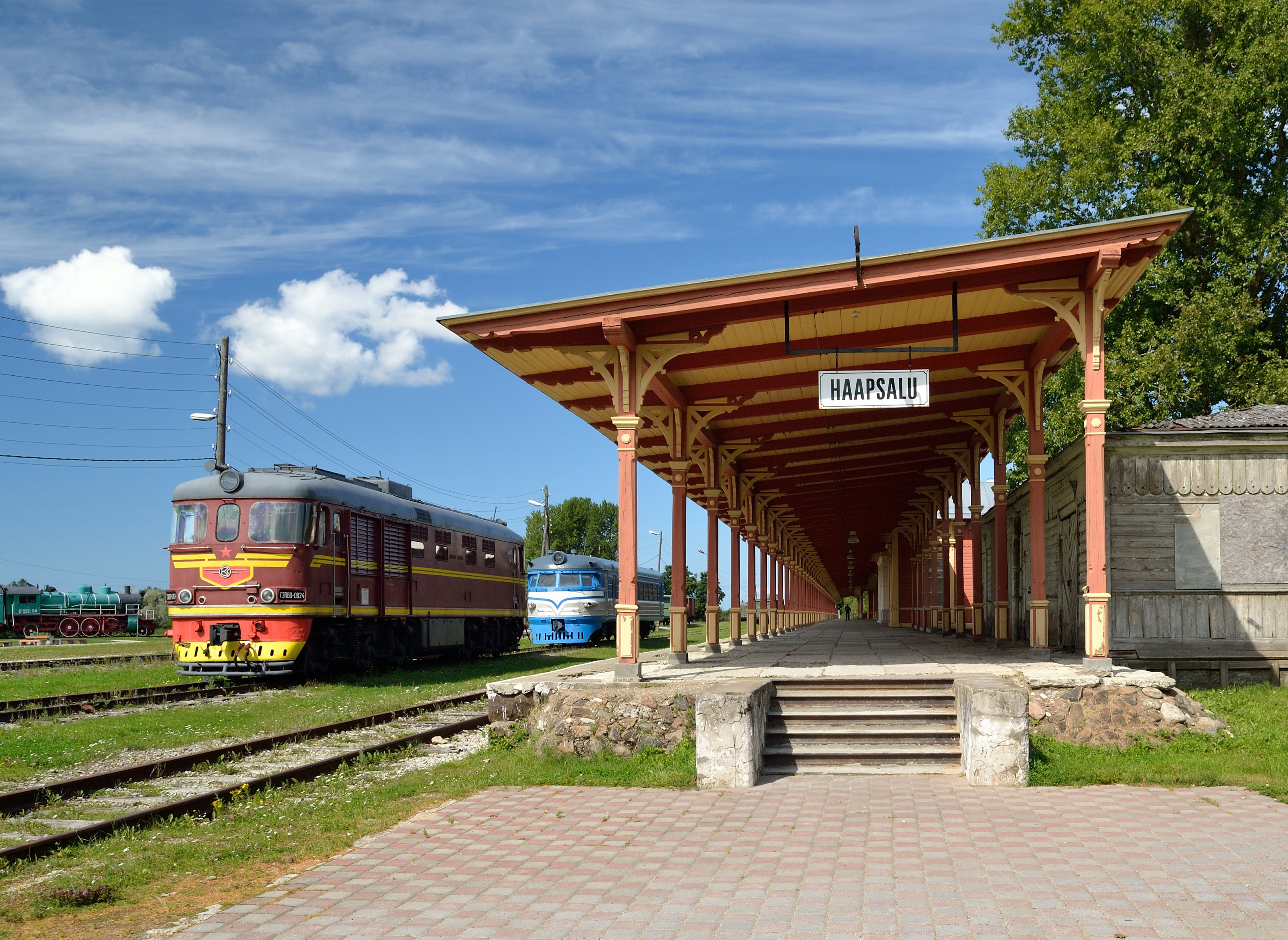
Haapsalu
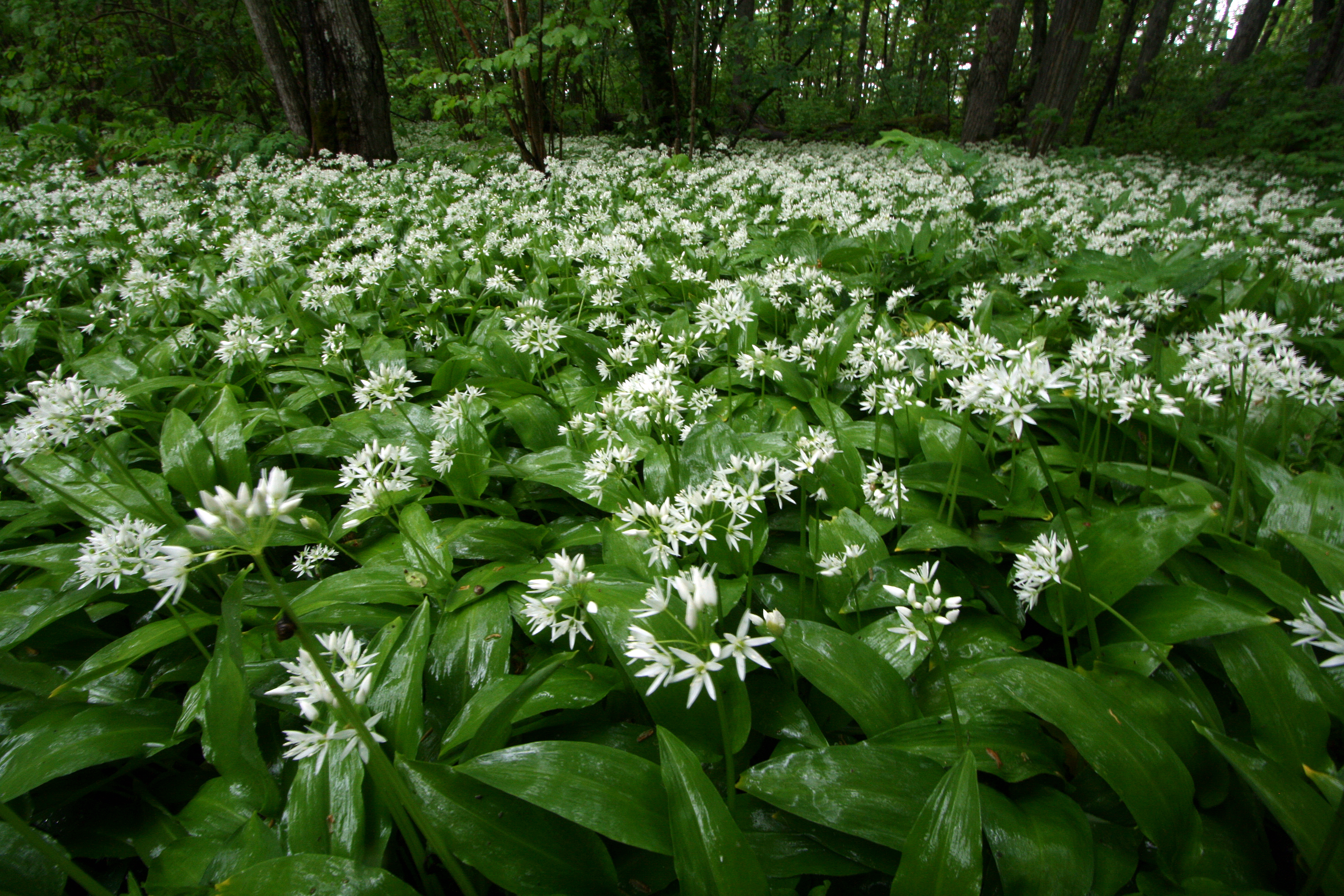
Puhtu
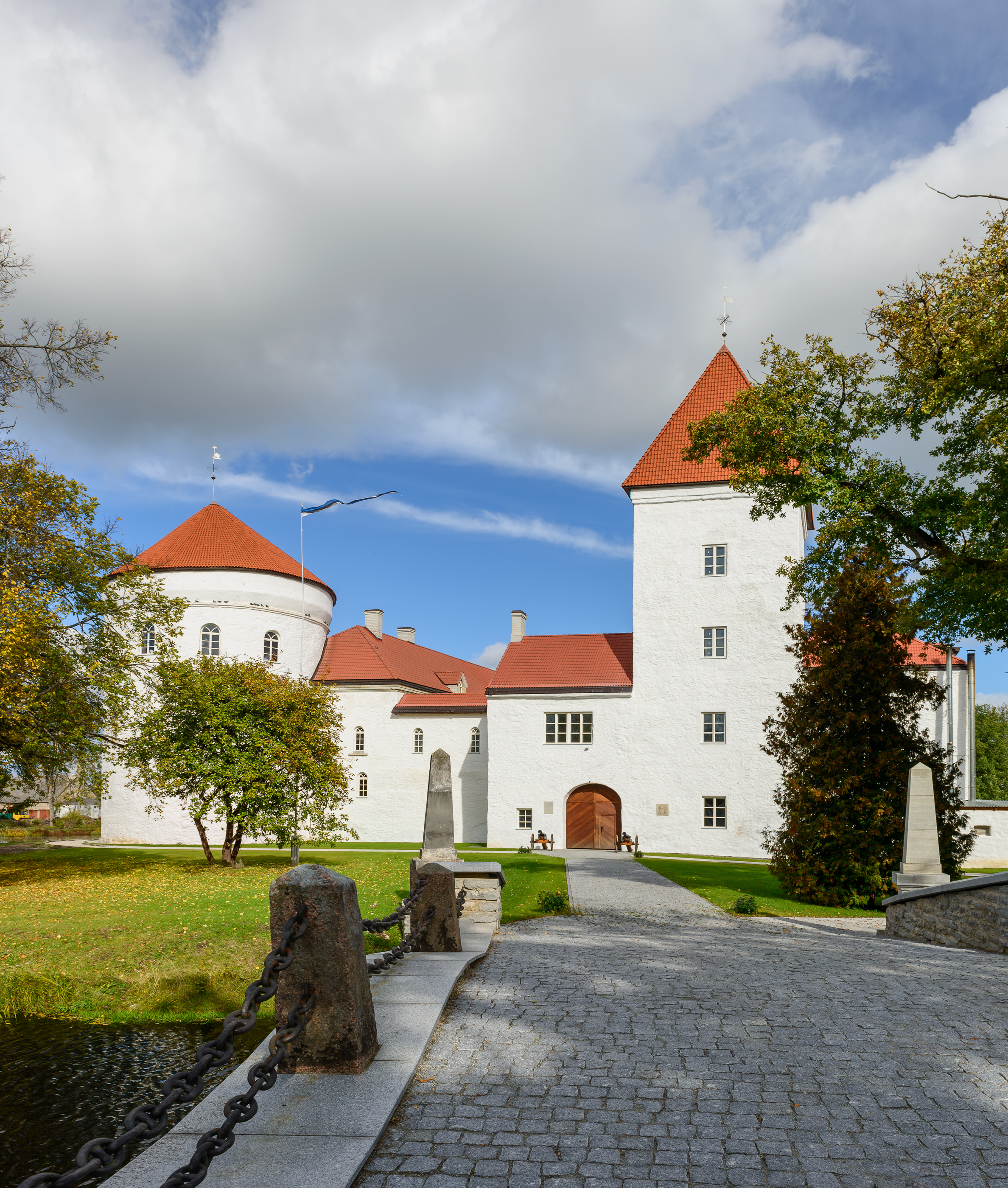
Koluvere
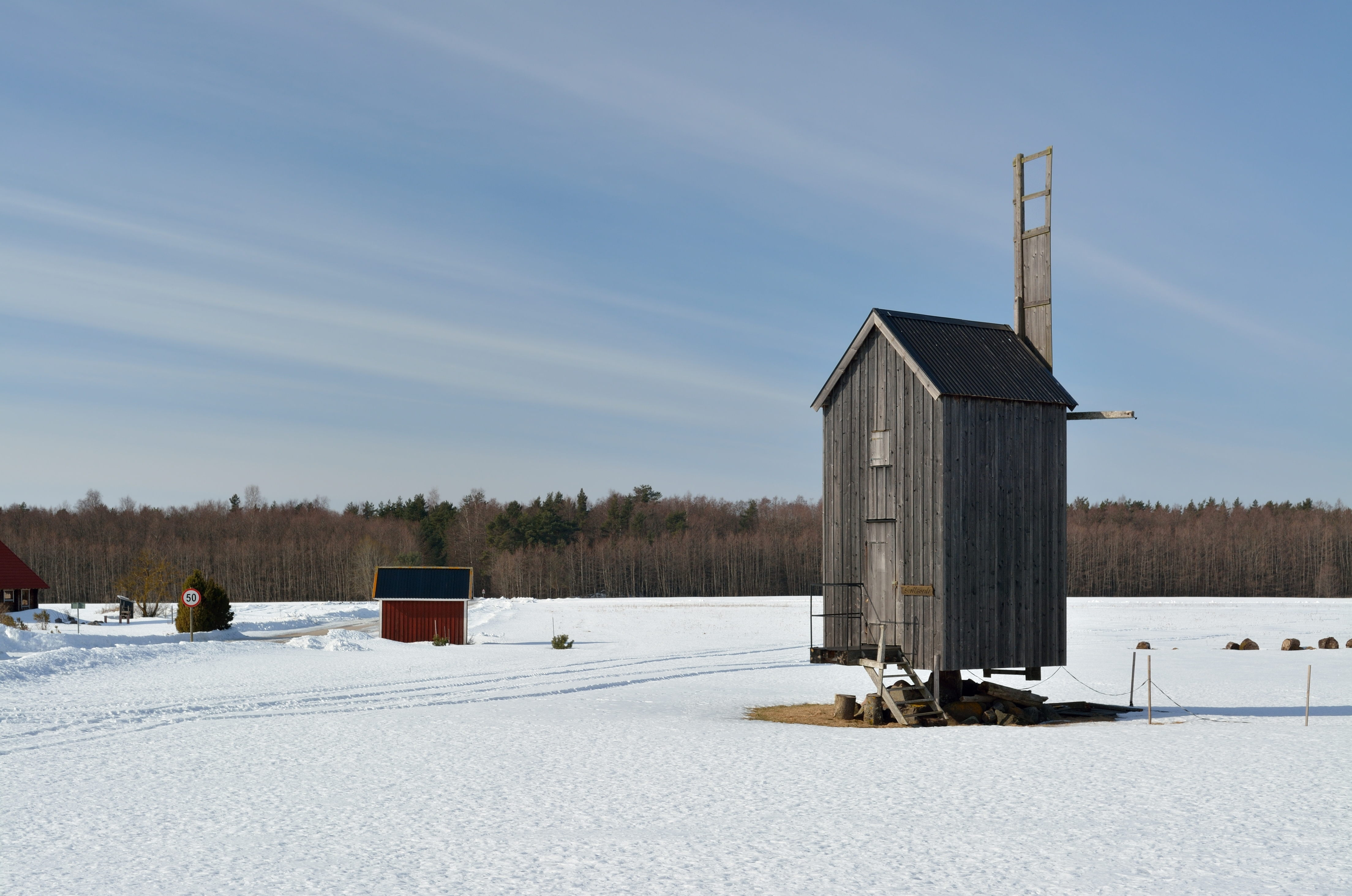
Rälby, Vormsi
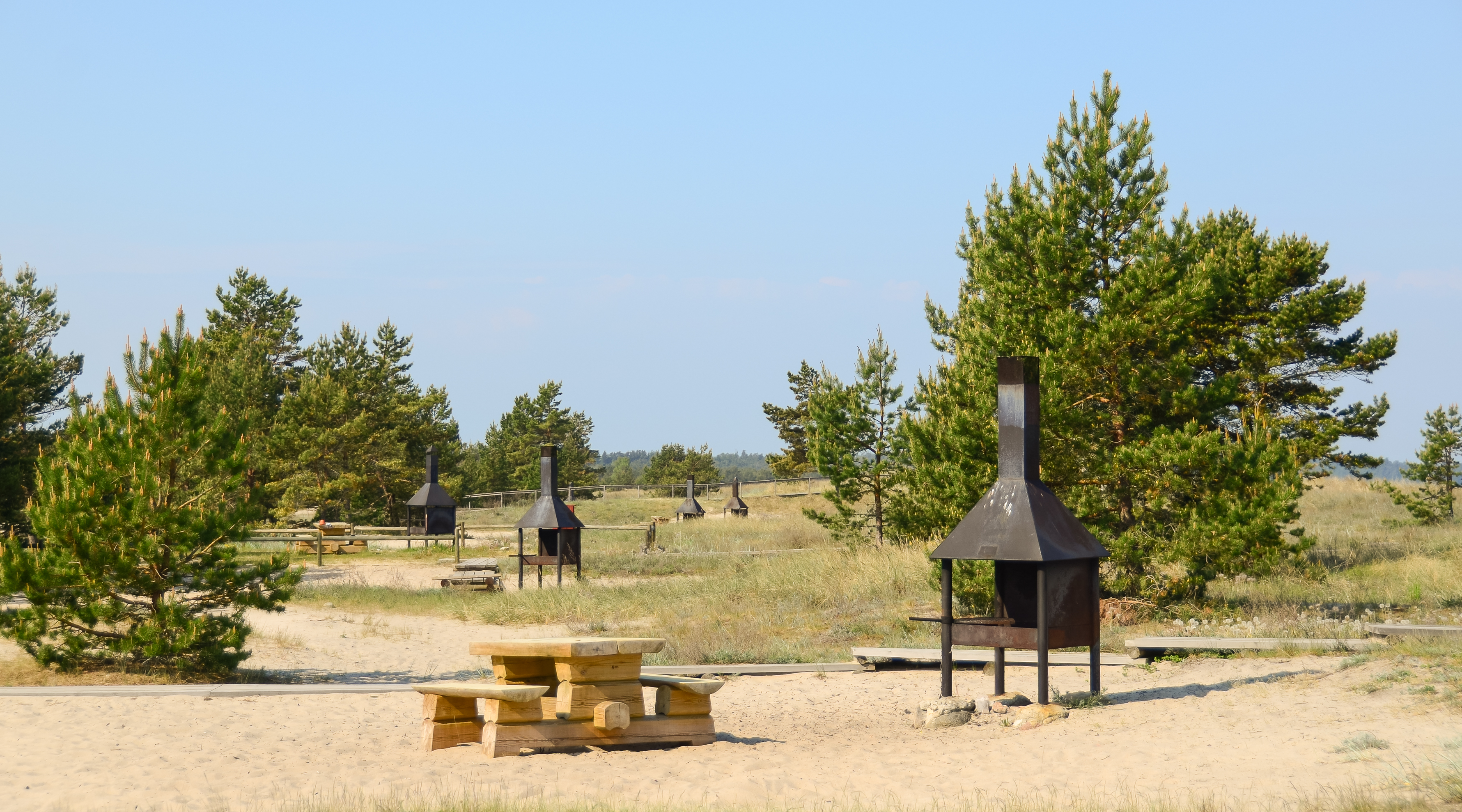
Peraküla

Harjumaa · Hiiumaa · Ida-Virumaa · Järvamaa · Jõgevamaa · Läänemaa · Lääne-Virumaa · Pärnumaa · Põlvamaa · Raplamaa · Saaremaa · Tartumaa · Valgamaa · Viljandimaa · Võrumaa